# Empório Aragão
Empório Aragão é um duo de designers portugueses, conhecido pela sua abordagem inovadora que funde Arte, Moda e Tecnologia. A dupla, que se manifesta com frequência como duo, tem como foco a investigação e a aplicação de inteligência artificial (IA), holografia e realidade virtual (RV) na indústria da moda e das artes, explorando também temas de sustentabilidade e eficiência. A dupla foi premiada na 63ª edição da Lisboa Fashion Week pela Moda Lisboa e apresenta a próxima coleção na New York Fashion Week em Setembro de 2025.

## História
A paixão da dupla pela moda começou na infância, quando elas criavam roupas para as suas bonecas Barbie. Posteriormente tiveram sucesso nas artes performativas como diretoras, atrizes e designers de figurino para teatro e cinema em Portugal e na Espanha. O duo iniciou a sua atividade em 2019 no campo das artes visuais, expandindo-se para a moda com foco em designs de assinatura. Durante a pandemia de COVID-19 que causou uma pausa nas atividades culturais, a dupla começou a explorar a realidade virtual apresentando uma coleção de roupa no metaverso em colaboração com artistas visuais. 
Inspiradas pela ascensão da arte vestível em Londres, a dupla desenvolveu um projeto de wearable art e em 2019 já colaborava com mais de 40 artistas internacionais em eventos de realidade mista que aliavam arte, tecnologia e moda.  Em 2023 estrearam as suas coleções digitais em formato holográfico na Saatchi Gallery, em Londres. Eventos subsequentes ocorreram na Cordoaria Nacional (Lisboa), na Pavart Gallery (Roma), e designs gerados por IA foram publicados em revistas de moda em Paris, Milão, Nova Iorque e Canadá, sendo capa da revista francesa Caire  e da Quadro Magazine. O duo foram os primeiros designers portugueses a utilizar inteligência artificial numa campanha de publicidade exterior em outdoor no âmbito do evento The Billboard Art Project e a introduzir holografia 3D num desfile de moda projetada a partir do corpo dos modelos na passarela. Após a apresentação na Saatchi, transitam para o mundo da alta costura, lançam a sua primeira coleção física na Brooklyn Fashion Week, seguindo-se mais três desfiles de moda que os consagraram como designers internacionais.

## Desfiles e Apresentações
O duo apresentou a sua coleção de Inverno 2025 no Setúbal Fashion Show, em Setúbal, Portugal. A apresentação foi marcada por uma instalação imersiva que incorporou holografia 3D e vídeo projeção. Um conjunto de acessórios (bolsas e relógios) da mesma coleção de Inverno 2025 foi apresentado durante o “Share Me Runway” no Weave Japan 2025 em Osaka, Japão. Este desfile foi notável pela sua inclusão, apresentando modelos com mobilidade reduzida e deficiência intelectual. As coleções Cruise Cocktail 2024/25 foram apresentadas na Osaka Fashion Week, no Japão. Estas apresentações também contaram com instalações imersivas que utilizaram holografia 3D e lasers.
Em 2025 o Museu Nacional de Arte Contemporânea do Chiado recebe duas peças dos designers a exposição sob o tema "Na era da inteligência artificial" e lançam uma coleção de sedas no espaço Dawar Arts no Cairo, Egipto. Segue-se a estreia dos designers na New York Fashion Week em setembro de 2025 a bordo de um iate privado no porto de Nova York, próximo à Estátua da Liberdade, num show que envolverá uma instalação artística em holografia e lasers no rio Hudson.

## Prêmios e Reconhecimento
Na 63ª edição da ModaLisboa, o duo foi premiado com o prémio Workstation New Media, em reconhecimento à sua contribuição para o debate sobre novos meios de comunicação e a hibridização entre tecnologia e moda. 

## Outras Atividades
O Empório Aragão também atua no design de figurinos para teatro e cinema. Além disso, o duo colabora regularmente com mais de 20 artistas visuais internacionais.